# Coach gun
 (décembre 2022).
Si vous disposez d'ouvrages ou d'articles de référence ou si vous connaissez des sites web de qualité traitant du thème abordé ici, merci de compléter l'article en donnant les références utiles à sa vérifiabilité et en les liant à la section « Notes et références ».

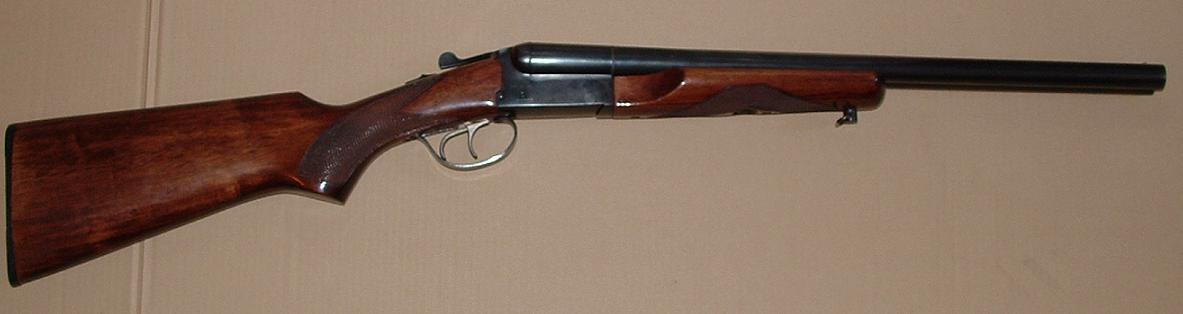
Le Coach Gun des Westerns.

Sous le nom de coach gun (« fusil pour cocher » en français), on désigne les fusils de chasse à double canon court, proches du fusil à canon scié mais conservant leur crosse intacte. C'étaient les armes de prédilection des conducteurs de diligences aux États-Unis, l'équivalent des coches français,  à l'époque de la conquête de l'Ouest. Le même usage en était fait dans l'Australie coloniale.

## Présentation
Munie de canons relativement courts (± 50 cm) et chambrée pour les calibres 10 et 12, cette arme d'épaule fut aussi utilisé par la police américaine, dont le célèbre shérif adjoint Doc Holliday utilisant un modèle à canons sciés à une longueur de 25 cm, jusqu'à l'apparition des fusils à pompe vers 1900. Dans les années 1930, le Stevens 311 R (calibre 20) était toujours en dotation au sein du New York City Police Department. 

## Dans la fiction
Aux mains de Doc Holliday (l'acteur cité étant à chaque fois celui qui l’interprète), il figure dans de nombreux westerns dont :
- Le Banni (The Outlaw) : Walter Huston
- La Poursuite infernale (My darling Clementine) : Victor Mature
- Règlements de comptes à OK Corral (Gunfight at the O.K. Corral) : Kirk Douglas
- Tombstone : Val Kilmer
- Wyatt Earp : Dennis Quaid
- Sept Secondes en enfer (Hour of the Gun) : Jason Robards
- Doc Holliday (Doc) : Stacy Keach
- L'Aigle des frontières (Frontier Marshal) : Cesar Romero

Dans d'autres mains :
- Des hommes sans loi : Jack Bondurant (Shia LaBeouf)
- Un colt pour trois salopards : Rufus Clemens (Strother Martin)